# Liste der Wappen im Landkreis Straubing-Bogen
Die Liste der Wappen im Landkreis Straubing-Bogen zeigt die Wappen der Gemeinden im bayerischen Landkreis Straubing-Bogen.

## Landkreis Straubing-Bogen

Landkreis Straubing-Bogen Durch eine silberne Wellenleiste geteilt; oben in Grün die silbern gekleidete und golden gekrönte Madonna vom Bogenberg in goldenem Strahlenkranz, beseitet rechts von einer schräg gestellten goldenen Ähre und links von einer schräglinks gestellten goldenen Ähre; unten die bayerischen Rauten.
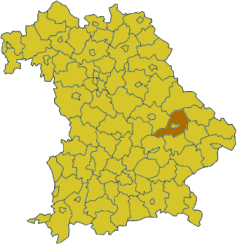
Lage des Landkreises Straubing-Bogen in Bayern
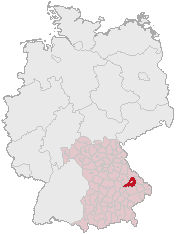
Lage des Landkreises Straubing-Bogen in Deutschland
Landkreis Bogen (–1972) Unter Schildhaupt mit den bayerischen Rauten gespalten; vorne in Blau die Madonna von Bogenberg in silbernem Gewand mit goldener Krone, umgeben von einem goldenen Strahlenkranz; hinten in Silber ein blauer Schräglinksfluß.[1]
Landkreis Mallersdorf (–1972) Gespalten; vorne die bayerischen Rauten, hinten in Silber zwei rote Balken.[2]
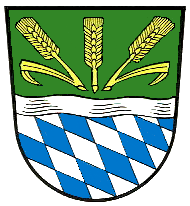
Landkreis Straubing (–1972) Geteilt durch einen schmalen silbernen Wellenbalken; oben in Grün in fächerförmiger Anordnung drei goldene Halme mit Ähren, unten die bayerischen Rauten.

## Wappen der Städte, Märkte und Gemeinden

Gemeinde Aholfing Unter rotem Schildhaupt, darin ein schmaler silberner Balken, in Silber über gesenktem blauen Wellenbalken ein rotes Schildchen mit silbernem Schrägbalken.
Gemeinde Aiterhofen In Rot über gesenktem silbernem Wellenbalken zwischen zwei goldenen Ähren drei, zwei zu eins gestellte, goldene heraldische Rosen mit roten Butzen.
Gemeinde Ascha In Schwarz eine durchgehende silberne Spitze, darin auf grünem Dreiberg, der mit drei silbernen Eschenblättern an einem Stiel belegt ist, eine grüne Tanne, deren Stamm mit einem waagrechten schwarzen Pflug überdeckt ist.
Gemeinde Atting In Rot ein silberner Schrägwellenbalken, oben begleitet von einer goldenen heraldischen Lilie, unten von einem goldenen Mühlstein.
Stadt Bogen In Blau ein goldener Bogen mit silberner Sehne über einem sechsstrahligen goldenen Stern.
Gemeinde Falkenfels In Silber über rotem Zinnenschildfuß mit drei Zinnen eine gestürzte schwarze Spitze, darin ein auffliegender goldener Falke.
Gemeinde Feldkirchen In Rot ein mit fünf goldenen Ähren bestecktes Rad, darüber rechts ein Schildchen mit den bayerischen Rauten, links ein silbernes Schildchen, darin eine schwarze Pflugschar.
Stadt Geiselhöring Unter Schildhaupt mit den bayerischen Rauten in Rot eine aufgestellte silberne Egge.
Gemeinde Haibach In Silber ein roter Pferdekopf mit goldenem Zaumzeug.
Gemeinde Haselbach In Blau unten eine silberne Friedhofskapelle mit beiderseits anschließender Mauer, darüber gekreuzt ein goldener Abtstab und ein silberner Schlüssel.[3]
Gemeinde Hunderdorf In Blau eine eingeschweifte silberne Spitze, darin ein rotes Stufenkreuz; vorne ein silberner Windhund, hinten ein aus dem Schildrand wachsender silberner Arm mit einem silbernen Pfeil in der Hand.
Gemeinde Irlbach Unter von Silber und Rot schräglinks geteiltem Schildhaupt, darin im rechten Obereck ein achtstrahliger blauer Stern, und über rotem Schildfuß, belegt mit einem silbernen Wellenbalken, in Silber ein liegender grüner Erlenzweig mit drei Blättern.
Gemeinde Kirchroth Durch eine eingeschweifte silberne Spitze, darin ein rotes Tatzenkreuz, gespalten von Blau und Rot; vorne ein linker silberner Schrägwellenbalken, hinten ein silberner Schrägbalken.
Gemeinde Konzell In Blau über schräg gekreuztem silbernem Schlüssel und goldenem Abtstab ein goldenes Mühlrad.
Gemeinde Laberweinting Gespalten durch einen silbernen Wellenpfahl von Blau und Rot; vorne ein silberner Zinnenturm, hinten ein silberner Schrägbalken.
Gemeinde Leiblfing Unter silbernem Schildhaupt, darin zwei rote Leisten, in Rot ein auf einem silbernen Seitenvierberg emporsteigender silberner Löwe.
Gemeinde Loitzendorf Gespalten von Silber und Blau mit einem Drachen in verwechselten Farben, der in den Vorderklauen eine schwebende schwarze Spitze hält.
Markt Mallersdorf-Pfaffenberg Unter Schildhaupt mit den bayerischen Rauten gespalten; vorne über rotem Dreiberg gespalten von Silber und Blau, überdeckt mit einer schräglinken goldenen Pflugschleife, oben rechts eine rote, unten links eine silberne heraldische Rose; hinten in Gold ein silbern nimbierter blauer Johannesadler über einem silbernen Schriftband mit dem Namen St. Johannes.
Gemeinde Mariaposching In Blau über silbernem Dreiberg ein sechsstrahliger silberner Stern und ein erhöhter silberner Schrägbalken, belegt mit einem schwarzen Pfeil.
Markt Mitterfels Unter rotem Schildhaupt, darin ein schrägliegendes Schwert, gespalten; vorne die bayerischen Rauten, hinten in Silber eine grüne Tanne auf grünem Hügel.[4]
Gemeinde Neukirchen Gespalten von Schwarz und Silber; vorne ein steigender, linksgewendeter silberner Windhund; hinten eine bewurzelte grüne Esche mit einer goldenen Krone um den Stamm.
Gemeinde Niederwinkling In Silber an rotem Rebstock zwei grüne Weinreben mit je einem grünen Blatt und einer grünen Traube, daneben auf jeder Seite ein aufrecht gestelltes, schwarzes Steinbeil.
Gemeinde Oberschneiding Gespalten von Gold und Rot mit einem grünen Herzschild, darin fünf goldene Kornähren; vorne ein wachsender, bärtiger, mit einem in der Mitte gegurteten und mit fünf goldenen Knöpfen besetzten blauen Rock bekleideter, golden gekrönter Mann, der in der Rechten ein silbernes Schwert zum Streich hält, hinten ein linksgewendeter springender Windhund.
Gemeinde Parkstetten Durch einen breiten silbernen Wellenbalken, darin ein roter Bienenkorb, geteilt von Rot und Blau, oben ein sechsstrahliger goldener Stern.
Gemeinde Perasdorf In Blau rechts eine aus dem unteren Schildrand wachsende goldene Roggenähre, links die silberne Krümme eines Abtstabs.
Gemeinde Perkam Durch einen erhöhten silbernen Wellenbalken, geteilt von Blau und Rot, unten über silbernem Dreiberg nebeneinander die silberne Krümme eines Abtstabs und ein silberner Kelch.
Gemeinde Rain Gespalten; vorne von Rot und Silber dreimal geteilt, hinten in Silber zwei blaue Schrägbalken.
Gemeinde Rattenberg In Blau ein silberner Widderkopf mit goldenen Hörnern, unten und beiderseits je eine goldene Kugel.
Gemeinde Rattiszell Gespalten; vorne schräg geteilt von Silber und Blau, hinten in Rot ein golden gehörnter, aufsteigender silberner Widder[5]
Gemeinde Salching Gespalten; vorne in Rot ein silberner Schlüssel, hinten in Silber zwei blaue Schrägbalken.
Gemeinde Sankt Englmar In Blau ein silberner Pfahl, darin auf grünem Berg eine grüne Tanne; vorne eine silberne Märtyrerpalme, hinten ein senkrecht gestelltes silbernes Beil.
Markt Schwarzach In Gold unter einem schwarzen Wellenbalken vorne eine grüne Ähre mit grünen Blättern, hinten ein rot gekleideter schwarzbärtiger Männerrumpf mit dreizipfeligem rotem Stulphut.[6]
Gemeinde Stallwang Geteilt von Gold und Blau; oben ein schwarzes Hirschgeweih, unten ein goldenes Posthorn mit roten Schnüren.[7]
Gemeinde Steinach Durch eine gesenkte, eingeschweifte grüne Spitze, darin eine goldene heraldische Lilie, gespalten; vorne in Blau zwei silberne Schrägbalken, hinten in Silber ein rotes Balkenkreuz.
Gemeinde Straßkirchen In Rot ein silberner Schrägbalken, überdeckt von einer silbernen Kirche mit Spitzturm.
Gemeinde Wiesenfelden Geteilt; oben schräg geviert von Rot und Silber; unten in Silber ein roter Pferdekopf.
Gemeinde Windberg Gespalten von Silber und Blau; vorne auf grünem Dreiberg ein linksgewendeter, springender roter Windhund, hinten über zwei schräggekreuzten silbernen Kerzen eine goldene heraldische Lilie.

## Ehemalige Gemeinden mit eigenem Wappen

Gemeinde Gaishausen In Silber über einem gesenkten blauen Wellenbalken ein rotes Stufenkreuz.[8]
Gemeinde Haunkenzell Gespalten; vorne schräg geteilt von Silber und Blau, hinten in Rot ein von Silber und Blau gerauteter Balken.[9]
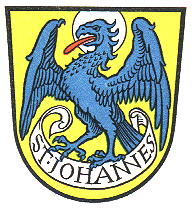
Gemeinde Mallersdorf In Gold ein silbern nimbierter blauer Johannesadler, auf weißem Schriftband mit dem Namen S. JOHANNES stehend.
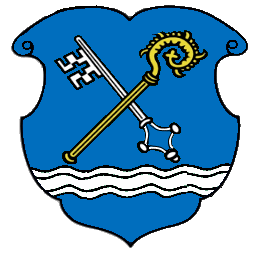
Gemeinde Oberalteich
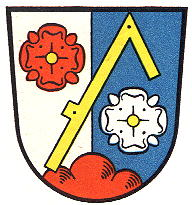
Gemeinde Pfaffenberg Über rotem Dreiberg gespalten von Silber und Blau, belegt mit einer schräglinks gestellten goldenen Pflugschleife; oben rechts eine rote, unten links eine silberne vierblätterige heraldische Rose mit goldenem Butzen.
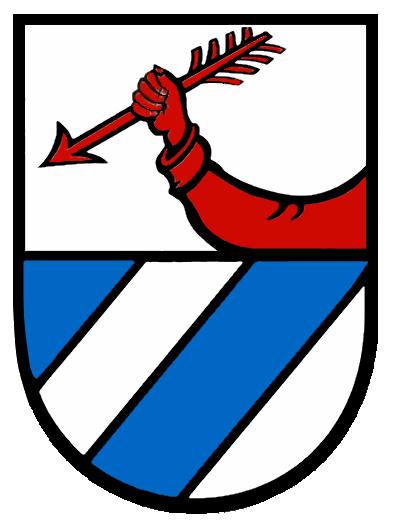
Gemeinde Steinburg
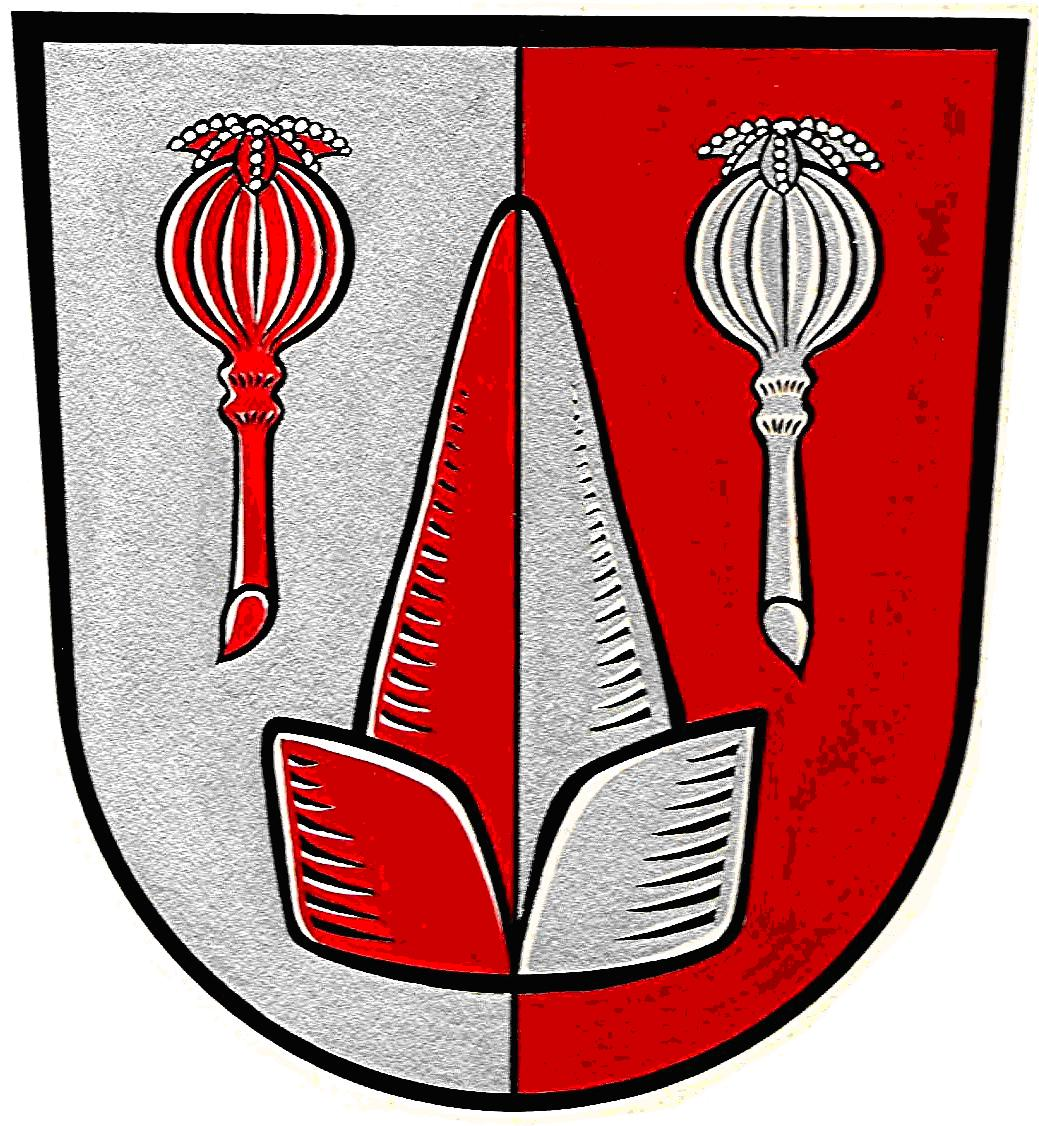
Gemeinde Zinzenzell Gespalten von Silber und Rot; auf der Spaltungslinie ein spitzer Stulphut in verwechselten Farben; in den Oberecken je eine Mohnkapsel in verwechselten Farben.